# Фудзисаки
Фудзисаки (яп. 藤崎町 Фудзисаки-мати) — посёлок в Японии, находящийся в уезде Минамицугару префектуры Аомори. Площадь посёлка составляет 37,26 км², население — 15 628 человек (1 августа 2014), плотность населения — 419,43 чел./км².

## Географическое положение
Посёлок расположен на острове Хонсю в префектуре Аомори региона Тохоку. С ним граничат города Аомори, Куроиси, Хиросаки, посёлок Итаянаги и село Инакадате.

## Население
Население посёлка составляет 15 628 человек (1 августа 2014), а плотность — 419,43 чел./км². Изменение численности населения с 1980 по 2005 годы:
| 1980 | 17 787 чел. |  |
| 1985 | 17 620 чел. |  |
| 1990 | 17 139 чел. |  |
| 1995 | 16 940 чел. |  |
| 2000 | 16 858 чел. |  |
| 2005 | 16 495 чел. |  |

## Символика
Деревом посёлка считается яблоня, цветком — глициния, птицей — лебедь.